# Aeroportul Japura
Aeroportul Japura (IATA: RGT, ICAO: WIPR) este un aeroport din Rengat⁠(d), Indragiri Hulu⁠(d), Riau⁠(d), Indonezia ce deservește zona Rengat⁠(d). A fost deschis în 1 septembrie 1954.
Situat la o altitudine de 18 m, aeroportul dispune de o singură pistă.